# アンチウイルスソフトウェア
アンチウイルスソフトウェア（英語: Anti-Virus Software）とは、コンピュータウイルス（以下「ウイルス」）を検出・除去するためのソフトウェアである。「ウイルス対策ソフトウェア」「アンチウイルス（ソフト）」などとも呼ばれる。「ウイルスに感染させるソフト」という逆の意味にも取れるが、「ウイルスソフト」と呼ばれることもある。「ワクチン（ソフト）」という呼び方も1990年代まではあったが、2020年現在は一般的ではない。なお、ここで用いられる「 - ソフト」は「 - ソフトウェア」の略である。

## 概要
コンピュータに常駐して動作するか、ユーザの操作により、ソフトウェアは次のような動作をする。
- ウイルスなどの特徴を記録したデータファイル（「パターンファイル」または「定義ファイル」もしくは「シグネチャ」などという）とコンピュータ内部でやり取りされるデータを比較し、脅威（ウイルスなど）を検出する。これを「パターンマッチング法」という。
- 検査対象のデータを自動的に解析し、ウイルスのような不審な振る舞いをするプログラムコードやウイルス特有のプログラムコードが含まれていれば、脅威として検出する。また、メモリ内に作成した仮想空間（サンドボックス）上でファイルを仮想実行（エミュレート）し、その動作を検証して脅威を検出する[2][3]。これを「ヒューリスティック法」という。
- もしコンピュータ内部に脅威が発見された場合は、駆除ができれば駆除を行い、駆除ができなければ感染元（感染ファイルなど）の隔離や削除を行う。なお、隔離も削除もできない場合は、感染元へのアクセスを遮断する。

主に、クライアントを対象とするものと、サーバ（メールサーバ、データサーバなど）を対象とするもの（ゲートウェイ型）に分かれる。
基本的にウイルス対策ソフトは、ファイルの静的スキャンを行うことによって脅威を検出する。また、パソコン内のデータストリームを動的スキャンするものやウェブブラウザや電子メールクライアントなどで送受信されるデータ（添付ファイル、スクリプト等）を動的スキャンするものもある。
パターンファイルやウイルス検索エンジン（検索プログラム、アンチウイルスエンジンなどという）は、新種の脅威（新しく発見されたウイルスなど）や亜種（変種）に対応するため、更新や改良が頻繁に行われている。
最近のクライアント向けアンチウイルスソフトウェアでは、インターネットから自動的にアップデート（更新）モジュールをダウンロードしてソフトウェアを更新するものが主流である。
スパイウェア（情報収集ソフト）を発見・駆除するものはアンチスパイウェア等と呼ばれる。またパーソナルファイアウォール（個人向け防御壁）、アンチスパム（迷惑メール対策ソフト）などと呼ばれる製品も販売されている。これらのソフトの機能を一つにまとめた製品のことを総合対策スイートといい、一般的な家電量販店などで販売されている。また、アドウェア（広告表示ソフト）やフィッシング詐欺（Phishing）対策ソフトウェアも製品として販売されている。
悪意のあるソフトウェアやプログラムを総称してマルウェア（不正ソフトウェア、不正プログラム）と呼ぶ。また、これへの対策をマルウェア対策（不正ソフトウェア対策）と呼ぶ。さらに、マルウェア対策をするためのソフトウェアをマルウェア対策ソフトウェア（不正ソフトウェア対策製品）と呼ぶ。なお、コンピュータを包括的に保護できる機能を組み込んだソフトウェアのことをインターネットセキュリティスイート（または単にセキュリティスイート）と呼ぶ。
また、マルウェアの広告型などの広告を使って侵入するタイプもあるため、セキュリティソフトによっては、広告をブロックするのもある。

## 問題点
自動的に配信されるアップデートモジュールの安全性検証テストが不十分な場合があり、それにより自動更新された多くのユーザのパソコンが動作不良・起動不能になったり誤検出するなど、まるでウイルスに感染したかのようなトラブルが発生することがある。有名な例としては、ウイルスバスターの「CPU使用率が100%になる問題」がある。詳しくはウイルスバスターの項を参照。
また、2024年7月19日には、クラウドストライク社製のセキュリティソフトの欠陥を含めたアップデートにより、Windows 10・11がクラッシュし、全世界的なシステム障害が発生している（クラウドストライク事件）。
中には、アンチウイルス、アンチスパイウェアを装った偽装セキュリティツールとも呼ばれるマルウェア（WinFixerなど）も存在している。

### 複数のセキュリティソフトのインストールに関する問題点
セキュリティソフト（特にアンチウイルス）は、1台のパソコンに複数（2個以上）の製品を同時にインストールしないことが正常動作の基本条件である。これは、機能的に競合を起こし、最悪の場合はOS自身を巻き込んだ起動不良を引き起こす危険性があるためである。
もちろん、機能的に競合しないよう配慮すれば、原理的には正常動作する（たとえば、アンチウイルスとファイアウォールそれぞれ別会社のものを個別にインストールする、常駐しないセキュリティソフトをインストールするなど）。
セキュリティソフトは、コンピュータの動作を監視するために割り込み命令を使用している。コンピュータは、その割り込み命令にしたがって「割り込みハンドラ（割り込みサービスルーチン）」を起動する。そして、セキュリティソフトはその割り込みハンドラを使用する。セキュリティソフトが用いる割り込みハンドラは、最高優先度に設定されており、他のソフトウェアやスクリプトの動作をロックする（このことを「排他制御」または「エクスクルーシブコントロール」という）。最高優先度に設定されている割り込みハンドラ（セキュリティソフトが用いる割り込みハンドラなど）が複数存在すると、デッドロック（共有資源の奪い合いや譲り合いによる動作衝突）やライブロック（同様な衝突回避行動をとることによる動作衝突）が発生し、競合が発生する。基本概念については排他制御や割り込みハンドラを参照されたい。
本来セキュリティソフトに用いられる割り込みハンドラは、最高優先度（同優先度）以下の割り込みに対するフェアネス（共有資源の公平性）を満たしてはならない。なぜならば、最高優先度（同優先度）以下の割り込みに対するフェアネスを満たすと、そのことを利用したマルウェアがセキュリティソフトを突破できるからである。
要するに、割り込みハンドラを使用するセキュリティソフトがメモリ上に複数存在すると、同優先度（最高優先度）以下の割り込みに対するフェアネスを満たしていないソフトが複数存在することとなり、競合が発生する。

## 日本での市場
日本では1980年代から1990年代前半にかけてNECのPC-9801シリーズが長らくビジネス用PC市場を席巻していたが、ごく初期のN88-BASIC互換ソフトウェア以降はOSとしてMS-DOSを主体としたため、PC/AT互換機上で動作するコンピュータウイルスがPC-9801シリーズでも動作し、日本のビジネスシーンでも実際に被害を受けるというケースが1990年代初頭あたりから顕在化するようになった。これに対して日本独自の環境に適応させたPC-9801用アンチウイルスソフトウェアが幾つか開発された。それらは当初、メモリに常駐してウイルスの起動を監視することから、ワクチンになぞらえて「ワクチンソフト」と呼ばれた。現在ではこの呼称はほぼ死語となっている。
Windows 95普及後のセキュリティ対策ソフトの日本での市場は、トレンドマイクロ、シマンテック、ソースネクストの大手3社による寡占的な状況が続いている。
2000年代になるとソースネクストが低価格路線に転じ、低価格ソフトウェアのZEROシリーズを販売、個人向けについては一時的とはいえメーカー別シェア2位になるなど、新たな潮流ができた。また海外の無料ソフト大手AVG Anti-Virusやavast! antivirusも有志による日本語化パッチが登場、その後正式に日本語化され、普及していった。
低価格路線とは対照的に、検出力を売りとする対策ソフトの新規参入も2005年秋頃から増加した。検出率の高さで知られるKaspersky Anti-Virusの販売をジャストシステムが開始したことなどはその代表例である。同様の高検出率路線をとる対策ソフトには、NOD32アンチウイルスやその上位版であるESET Smart Security 、Dr.Web、F-Secure インターネットセキュリティ、G DATA アンチウイルスキット、Kaspersky、BitDefenderなど、ヨーロッパで開発された製品が多い。古参のシマンテックからもNorton 360、G DATA SoftwareからTOTAL CAREなど高機能を売りに差別化を図るソフトが発売され、またシマンテックやトレンドマイクロ、マカフィー、F-Secureなどは1台分のライセンス料で複数台使えるパッケージが登場するなど、セキュリティ対策ソフト市場は競争が激化した。
2000年代末にはようやくマイクロソフト自体がWindowsのセキュリティ強化に取り組むようになり、2009年には、Microsoft Security Essentialsを公開し正規Windowsの利用者に無償で利用できるようにするなど、各社の強力なライバルとなった。

## 主なソフトウェア

### 現行品
AhnLab V3 Lite（株式会社アンラボ）
株式会社アンラボが販売している無料アンチウイルスソフト。
有料版のV3 365 Clinic ウイルスブロックがサポート終了に伴い発売された。
韓国製だが日本語表示対応で、日本法人のサイトもある。
ALYac Internet Security（ESTsoft / ESTsoft Japan株式会社）
広告ありバージョンが無料。広告なしバージョンは有料。
韓国で市場の50％以上のシェアを謳い販売されている。
韓国製だが日本語表示対応で、日本法人のサイトもある。
ALYac Internet Security Free は、2014年8月31日で提供を終了した。
Avast Antivirus (Gen Digital)
AVAST Softwareが開発した。Home Editionは個人・非商用使用に限り無料。2004年に有料のProfessional Editionと共に日本語版も発売・配布開始。2022年にノートンライフロック社と共にジェン・デジタル社に吸収合併された。
G DATA Softwareは2007年から2種類のアンチウイルスエンジンの内の1つにavast!を採用し続けている。
avast! 5の公開に伴い「アバスト! 無料 アンチウイルス」(avast! Free Antivirus, 旧Home Edition)、「アバスト! プロ アンチウイルス」(avast! Pro Antivirus, 旧Professional Edition) に製品名が変更され、新たに「アバスト! インターネット セキュリティ」 (avast! Internet Security) が追加された。
AVG Anti-Virus (Gen Digital)
AVG Technologiesが開発した。個人・非商用使用に限り無料。2007年に日本語版も発売・配布開始。2016年にAVAST社に買収され、2022年にノートンライフロック社と共にジェン・デジタル社に吸収合併された。
他のソフトウェアに比べスキャン速度が非常に速く動作が軽快であることをAVGが宣伝している。
Avira Antivirus (Gen Digital)
Avira GmbHが開発した。2020年にノートンライフロック社に買収され、2022年にAVAST社とともにジェン・デジタル社に吸収合併された。
PremiumとPersonalからスパイウェア検出機能等を省いたClassicがあり、後者は個人使用に限り無料。
以前は日本語版がなく、旧バージョン (Version 6.x) では2バイト文字のファイルの検出に未対応だったが、Version 7.x以降では2バイト文字に対応、Version 9.xから省かれていたアンチスパイウェア機能も備えるようになった。2009年には日本語版も登場した。
Premiumは本社のあるドイツでトップシェアを誇る。
BitDefender (SOFTWIN)
毎日更新される迅速なウイルス検知・対応や他アンチウイルスソフトと競合しにくいという特徴がある。体験版は1年間の試用が可能（ただし常駐ウイルススキャンは非対応）。
Windows以外にLinux・FreeBSDに対応。日本においては、「株式会社サンブリッジ ソリューションズ」が製品を販売している。
CA アンチウイルス（日本CA株式会社）
企業向け製品では大きなシェアをもつ。旧バージョンはeTrust アンチウイルスという製品名だった。また、eTrustより以前に個人向けにInoculate ITという製品が存在した。
この製品はフリーソフトで、AVG・AntiVirより登場が早かった。
日本では後発製品であるが欧米ではマカフィーやシマンテックと同じくアンチウイルスソフトの老舗であり、日本でも1998年頃には一部で性能の高さが知られ、この製品の英語版を使用するユーザーも存在した。
Windows Vistaオフィシャルパートナー、欧米向けの同OSの宣伝においては、Vistaのベストパートナーウイルス対策ソフトとして同社の名前があがる。MicrosoftがWindows Live OneCareの次に推すセキュリティーパートナー（過去にマカフィー → トレンドマイクロ → CA）。
企業向け製品であるCA Anti-Virus for the EnterpriseではWindowsだけでなく、macOSやLinuxなど複数のOSで利用可能。
2010年6月30日まで富士ゼロックス社製の中小企業向けUTM製品であるbeatでクライアント向けアンチウイルスソフトとして採用されていた。
Clam AntiVirus（Summit Open Source Development Group）
Unix系OSやWindowsで動く。オープンソースで開発されている。新種ウイルスの対応が商用のソフトより早かったことがある。
Comodo AntiVirus（Comodo Group Inc.）
高性能なファイアウォール機能もありながら、個人・商用どちらでも無料で利用可能なアンチウイルスソフト。
過去に検出率が低い時期もあったが、現在日本語の対応もされており、検出率も格段に向上している。
Dr.Web（Doctor Web Ltd. / 株式会社 Doctor Web Pacific）
Windows 95 〜 Windows XP、Linux、FreeBSD、Solaris（x86） に対応。
ESET Smart Security（Eset社 / イーセットジャパン、キヤノンITソリューションズの合弁）
価格コム事件で一躍知名度を上げたNOD32の上位版で、ファイアウォール、迷惑メール対策の機能を備えた総合セキュリティソフト。
2008年4月には警察庁が導入を決めた。また、2009年12月より、東京大学 情報基盤センターが導入している。
F-Secure インターネットセキュリティ（日本エフ・セキュア）
元々企業ユーザーやLinux向けなどを専門にしていたが、2006年4月より個人ユーザー向けにも総合セキュリティーソフトを開発。
プログラム内部にウイルス検出エンジンを3つとスパイウェア検出エンジン2つを搭載し、ウイルス検出率を高めることを売りにしている。
Windows Vista対応版以前ではエフ・セキュア本社があるフィンランドらしく、操作画面にはムーミンが登場し、初心者にも親しみやすいものとしていた。
G DATA インターネットセキュリティ（G DATA CyberDefense）
BitDefenderとG Dataの2種類のアンチウイルスエンジンを搭載して、検出力を高めている。1987年に世界最初の個人向けウイルス対策ソフトを発売した、ドイツのセキュリティソフトウェア会社である。
2008年版まではKaspersky Anti-Virusとavast!の2種類のアンチウイルスエンジンを搭載していたが、2009年版からKaspersky Anti-Virusに代わってBitDefenderが採用され、BitDefenderとavast!の2種類のアンチウイルスエンジンを搭載することになった。
gred AntiVirus アクセラレータ（Immunet / セキュアブレイン）
クラウド型の無料アンチウイルスソフト。ImmunetのImmunet Protectを日本語化したもの。検出力を高めるために他のアンチウイルスソフトと同時に使用できる。単独でも使用可能。
カスペルスキー セキュリティ（ZAO Kaspersky Lab）
旧Kaspersky Anti-Virus。その後機能を強化し、Kaspersky Internet Securityを経て現在の名称に至る。開発元がロシアであるため旧ソ連地域のウイルスに強く対応している。欧州ではシェアが高い。
日本ではVer.5まではライフボートが代理販売していたが、2006年秋から販売のVer.6では、ジャストシステムが販売することになった。2010年発売の2011からKaspersky日本法人による販売も開始され、翌2011年発売の2012からは完全にKaspersky日本法人による販売に一本化されている。
Ver.5までは動作が重く、そのバージョンの発売時点で用意できる最高スペックのパソコンを使用してもまともに動作しないとまで揶揄されたが、Ver.6で改善された。
Kingsoft Internet Security（金山軟件有限公司 / キングソフト株式会社）
広告ありバージョンが無料。広告なしバージョン、ライセンス1年間ならびに無期限サポートへの更新時は有料。
中国製だが日本語表示対応で、日本法人のサイトもある。開始当初、一部の対応機種で障害は見られたものの、現時点では全て解消している。
価格はウイルスセキュリティゼロ、ウイルスキラーゼロとほぼ同じで無期限サポートの利用が可能だが、Checkmarkによるテストで、アンチウイルスでLevel2（駆除）、トロイの木馬検出能力を認証されている。
NOD32アンチウイルス（Eset社 / キヤノンITソリューションズ）
2005年に発生した価格.comのWebサイトが一部改ざんされコンピュータウイルス（トロイの木馬型）を2種類仕掛けられた事件では、1種類を既知ウイルスとしてシグネチャデータベースで、もう1種類を未知ウイルスとしてヒューリスティック機能で遮断したことで、その名が知られるようになった。
Panda Cloud Antivirus (Panda Security)
スペインに本拠を持つPanda Security社の製品。シグネチャを持たず、クラウドを利用しアンチマルウェア処理を行うのが特徴で無償利用が可能。
シグネチャベースとクラウドベースの両方を兼ね揃え、オフラインでもスキャンが可能なPanda Antivirusという上位版（有償製品）もある。
PC Matic（ブルースター株式会社）
Gateway PCのサポートチームが独立して設立した米PC Pitstop LLC社が発売しているPCチューニング機能とアンチウイルスソフトが統合化されたソフト。
パソコンの自己診断が無料。2009年に日本語版も発売・配布開始。
世界中のアプリケーションをホワイトリスト化したホワイトリスト方式のセキュリティエンジンで改竄されていないアプリケーションの起動を高速化し、その他の未知のアプリケーションを全て起動させない方式でセキュリティ性能を高めつつ高速化しているとしている。
著名なアプリケーションやドライバを自動更新する脆弱性対策機能を有する。
日本ではブルースター株式会社が販売・サポートしている。
Sophos Endpoint Security（ソフォス株式会社）
イギリスに本拠を持つ。WindowsやMac OS、UNIX等のセキュリティ製品を提供する。個人ユーザー市場へは展開を行わず、企業向けに特化することで高品質なサポートを提供することをポリシーとしている。
Microsoft Defender（マイクロソフト）
無償で提供されており広告表示もない。
企業向けセキュリティ製品の「Microsoft Forefront」とは違い一般消費者や小規模企業を対象としている。
Windows Defender自体はWindows Vistaから搭載されていたが、Windows 8以降アンチウイルス機能が付加されている。
ウイルスセキュリティ（K7Computing / ソースネクスト株式会社）
インド製であり価格の安さが特徴。マイクロソフトによる各Windowsのサポート終了まで更新料が不要な版も発売。
ZEROスーパーセキュリティ（SOFTWIN / ソースネクスト株式会社）
ルーマニア製のBitDefenderを採用したセキュリティソフト。ウイルス検出率ナンバー1を謳い販売されている。
ウイルスバスター（トレンドマイクロ株式会社）
有料のみ。日本語・日本サイト。知名度の高さから企業での採用率も高いが、ADSLなどの通信速度が急激に低下する、バージョンを上げるとコンピュータが応答しなくなるなどの一時的な問題が発生したことがある。
米国でもある程度のシェアを持つが、他社に同名のソフトがあったため、米国内ではPC-cillinの名前で発売した。
2008年に、自社のウイルスデータベースサイトがウイルスに感染するという、セキュリティ対策企業としてはダメージの大きい失態を犯したことがあった。
セキュリティ対策ツール（NTT西日本）
ウイルスバスターの派生品。
NTT西が自社のフレッツ回線契約者向けに提供している。
ウイルスバスターを元に回線契約者のみ使えるようにする仕組みを追加したものであり、ユーザインターフェースもほぼ同一になっている。
ウイルスバリア（インテゴ）
Macintosh用セキュリティウェアの草分けであるインテゴ（本社：フランス）が開発。Mac OSとの相性の良さで信頼が高い。
ウェブルート アンチウイルス スパイスウィーパー（ウェブルート株式会社）
ウェブルート株式会社が2007年1月から販売しているアンチウイルスソフト。
スパイウェア対策ソフトのスパイスウィーパーは米国で最大95％のシェアを持ち、スパイウェア対策ソフトの代名詞となっている。
セキュアエニウェアシリーズからウイルス対策エンジンは英国ソフォス製エンジンから買収したPrevx製に変更され、クラウドベースの統合製品「ウェブルート セキュアエニウェア コンプリート」などがある。
ノートン アンチウイルス (Gen Digital)
ウイルスバスターとともに日本では知名度で他を圧し、ユーザーも多い。シマンテック社が開発し、同時期に吸収合併したノートン社（ピーター・ノートン・コンサルティング・グループ）の名を冠して販売した。2016年、社名変更に伴いノートンライフロック社が開発・販売元となり、2022年にAVAST社とともにジェン・デジタル社に吸収合併された。
MS-DOS時代より歴史のあるアンチウイルスソフトである。以前は年ごとにソフト自体が大きくなり、高速なCPUと容量の多いメモリを必要とするなど動作が重い傾向にあったが、2007年版以降解消された。
1998年頃までWindows版はマカフィーに押されて知名度が低く、Macintosh版の方が有名だった。現在でもMacintosh用アンチウイルスソフトでは世界トップシェアである。
マカフィー アンチウイルス（マカフィー株式会社）
企業採用では世界トップシェアの老舗ベンダー。大手3社のなかでは最も古株である。
企業向けに1台のサーバでネットワーク内の全パソコンのバージョン管理できる製品が用意されている。そのため、大規模ネットワークを組んでいる企業での採用は多い。
1998年頃までは日本で90%以上と大きなシェアを持った。しかし、ソースネクストが日本語化して販売したバージョン4が、デフォルト設定でウイルスを駆除しない設定となっていたため、マカフィー使用者にウイルスを蔓延させて信用を落としたことで、売り上げが大幅にダウンし、一時日本撤退を噂された。マカフィーの日本法人が代理店を務めるようになってからはシェアは回復してきている。
フェンリル株式会社と業務提携を行っており、Sleipnir2インストール時に、90日無償版をインストールして使用することも可能である。
一時期、メーカー製パソコンにプリインストールされていることが多かった。
BBIQやZAQなど国内ISPの一部は会員向けに無料提供している。
悪意のあるソフトウェアの削除ツール（マイクロソフト）
Windows 2000以降のWindows Updateで配布される無料ツール。2005年にリリース。
Lookout（Lookout社）
スマートフォンのセキュリティでは有名で、日本を含め170カ国15百万人のユーザーが使用している信頼性、評価の高いソフト。最新版では、日本語を含めた11カ国語に対応している。無料版と有料版がある。詳細はLookoutを参照のこと。

### サポート終了品
Active Virus Shield (AOL)
AOLが無償提供するアンチウイルスソフト。カスペルスキーの技術をベースにしていたが、2007年7月末をもって配布終了。 同年8月よりマカフィー製に変更された。
Microsoft Security Essentials（マイクロソフト株式会社）
無償で提供されており広告表示もない。
企業向けセキュリティ製品の「Microsoft Forefront」とは違い一般消費者や小規模企業を対象としている。
他の有料製品に比べ必要最低限の機能だけが含まれ、ファイアウォールや個人情報保護機能、ディスクメンテナンス機能などは含まれていない。
Windows 7まで対応となっており、Windows 8以降はWindows Defenderに移行した。
Windows Live OneCare（マイクロソフト株式会社）
マイクロソフトから2007年1月に販売されていたアンチウイルスソフト。アンチスパイ・ファイアウォール・システムバックアップおよびディスクのメンテナンス機能も搭載する。
発売当初は検出率が悪い・セキュリティホールが多いなど欠点が多く、評価機関に評価外の烙印を押されたこともある。その後改善し、通常使用には耐えるソフトになっている。
2009年6月30日に販売を終了し、2011年4月12日にサポートが終了した。
ウイルスキラー（Rising Technology / 株式会社イーフロンティア）
中国製であり価格の安さが特徴。色物ソフトに見られる場合があるが、基本的性能は良い。
一時期『ドラえもん』版や『ハローキティ』版、『北斗の拳』版も発売していた。
2007年5月より、マイクロソフトによる各Windowsのサポート終了まで更新料が不要な版が発売された。
2013年1月19日をもってウイルスキラーシリーズの更新は終了した。
ウイルスドクター（北京江民新科技術有限公司 / 株式会社デジターボ）
中国では金山、瑞星 (Rising AntiVirus) と並ぶアンチウイルスソフトのひとつ。
検出率は高い方であり、動作も軽い。
日本ではパステルカラーを基調とした使いやすいインターフェイスで、主に女性をターゲットに販売していた。
2009年6月30日をもって日本での販売を終了した。
ウイルスチェイサー（株式会社インテリジェント ウェイブ）
ロシア政府も採用するウイルス検索エンジンDr.Webを使用したWindows用のアンチウイルスソフト。
2012年4月30日をもって日本での販売を終了した。
フレッツウイルスクリア（NTT東日本）
ウイルスバスターの派生品。
NTT東が自社のフレッツ回線契約者向けに提供していたが、2019年12月16日をもって提供を終了。現在では代わりにウイルスバスター月額版が提供されている。

#### PC-9801シリーズ向けの過去製品
これらは1990年代中頃まで、日本独自のNEC PC-9800シリーズのMS-DOS環境を対象に発売されていたものである。Windows 3.1やWindows 95の普及によってPC/AT互換機が主流になるとともに淘汰された。
サイバーワクチンいてこまし
日本コンピュータクラブ連盟より発売。初期の製品はハードディスクを対象に使用するとそれ自体がファイルを破壊してしまう危険性のあるものだった。
スキャンワクチン
株式会社ジェードより発売。1993年頃より隔月刊雑誌「ネットピア」の毎号に修正機能無し検索のみの体験版を添付し、当時としては頻繁な更新をしていた。MS-DOS 6.0には機能限定版であるスキャンワクチン Limitedが添付されていた。後にジェードは米マカフィーに買収される。

## 国際的評価機関
- AV-Comparatives
- AV-Test
- ICSA Labs
- Virus Bulletin
- West Coast Labs